# Супранівка (зупинний пункт)
Супра́нівка — пасажирський залізничний зупинний пункт Тернопільської дирекції Львівської залізниці розташований на двоколійній, електрифікованій змінним струмом лінії Підволочиськ — Тернопіль.
Розташований у селі Супранівка Підволочиського району Тернопільської області між станціями Підволочиськ (6 км) та Максимівка-Тернопільська (15,5).
На зупинному пункті зупиняються приміські поїзди.